# Sadruddin Aga Khan
Sadruddin Aga Khan, né le 17 janvier 1933 à Neuilly-sur-Seine et mort le 12 mai 2003 à Boston, est un diplomate et haut-fonctionnaire international de nationalité française et suisse.

## Biographie
Sadruddin Aga Khan est le fils de l'Aga Khan III et d'Andrée Joséphine Carron, sa troisième épouse, et l'oncle de l'Aga Khan IV. 
Il étudie au collège des arts et des sciences de l'université Harvard. Il devient à 32 ans le Haut Commissaire des Nations unies pour les réfugiés de 1965 à 1977. Après la fin de ses fonctions, il crée la Fondation Bellerive en 1977, vouée à la protection de la nature, qui fusionne en 2006 avec la Fondation Aga Khan (en) (Aga Khan Foundation, AKF). Le secrétariat de la Fondation Bellerive est localisé dans sa propriété, son château de Bellerive situé à Collonge-Bellerive, dans le canton de Genève, en Suisse, où il habite à partir des années 1980 et qui est vendu en 2019 par ses héritiers (sa veuve et les trois fils [Alexandre, Marc et Nicolas Sursock] du 1er mariage de celle-ci) à la fille du président kazakh, Dinara Nazarbaïeva.
Il se marie deux fois et meurt sans descendance :
- En 1957 avec Nina Sheila Dyer, mannequin anglo-indien qui venait de divorcer du baron Hans Heinrich Thyssen-Bornemisza de Kászon et Impérfalva.
- En 1972 avec Catherine Aleya Beriketti Sursock, divorcée de l'aristocrate libanais Cyril Sursock.

Le prince Sadruddin Aga Khan meurt le 12 mai 2003 et est inhumé à Collonge-Bellerive.

## Décorations
- Chevalier commandeur de l'ordre de l'Empire britannique
- Commandeur avec étoile de l'ordre du Mérite de la République de Pologne
- Commandeur de l'ordre de Saint-Sylvestre
- Commandeur de la Légion d'honneur
- Bourgeoisie d'honneur de Genève (1978)